# حركة (فيزياء)
الحركة هي تغيير موضع الجسم من مكان للآخر. وقد تُقسم الحركة إلى أربعة
- حركة دورانية - مثل دوران الأرض حول نفسها .
- حركة الإزاحة - تحريك جسم دون تغيير اتجاهه، مثل سير السيارة على طريق مستقيم.
- تذبذب حركة بندول بسيط الساعة.
- حركه منحنى رصاصه المزببة

وللحركة اتجاه ولذا فهي « كمية متجهة »، قد تكون مثلًا أفقية أو عمودية أو إلى الشرق أو إلى الغرب إلخ.
وتعرف المسافة المقطوعة خلال حركة جسم ما  بالإزاحة.

## الحركة
موقع مكان الجسم في الفضاء - ويحدده « متجه موقع » من نقطة مبدأ وحدته (مسافة).
الحركة هي تغيّر موضع الجسم من مكان إلى آخر، ووحدتها (مسافة\الزمن).
وتسبب الحركة تغير في الموقع اسمه الإزاحة وحدته (مسافة).
معدل الحركة يسمى السرعة وحدته (مسافة\زمن)
علم الحركة أو الحركيات أو الكينماتيكا هي دراسة شكل الحركة، أي وصف مسار كل جسيم متحرك.
معدل السرعة يسمى التسارع وحدته (مسافة\(زمن تربيع))
علم التحريك هي دراسة مسبّبات الحركة، أي وصف القوى المسببة للسرعة.
وتعرف السرعة بأنها المسافة المقطوعة (الإزاحة) مقسومة على المدة الزمنية:
{\displaystyle v={\frac {x}{\,t\,}}\,}
ويمكن قياس السرعة بوحدات كأن نقول كم/ساعة، أو ميل/ساعة، أو متر/ثانية.
وأيضا هو التحرك أو الانتقال من مكان إلى آخر.

### التسارع / العجلة
التسارع هي المعدل الزمني لتغير السرعة
{\displaystyle a={\frac {v}{\,t\,}}\,}
ويقاس التسارع باستخدام وحدات مثل المتر في الثانية تربيع والقدم في الثانية تربيع.

### التأثير بحجم ووزن الجسم
بالنسبة لحجم أو وزن الجسم إذا كان الجسم صغيرا جدا بالمقارنة بالمسافات المقطوعة فلا توجد مشكلة رياضية. أما إذا كان الجسم كبيرا، فإن به نقطة تسمى مركز الثقل حيث يمكن اعتبار حركتها على أنها تسري على الجسم بأكمله.
وإذا كان الجسم يدور، فمن المناسب وصف حركته بدوران حول محور يمر عبر مركز ثقل وهي كمية متجهة تقدر م\ث

## تعريفات قديمة

### تعريفاتإخوان الصفا
في القرن الرابع الهجري (العاشر الميلادي) عرف إخوان الصفا في رسائلهم الحركة والسكون  على أنها صورة جعلتها النفس في الجسم بعد الشكل، وأن السكون هو عدم تلك الصورة؛ والسكون بالجسم أولى من الحركة لأن الجسم ذو جهات لا يمكنه أن يتحرك إلى جميع جهاته دفعة واحدة، وليست حركته إلى جهة أولى به من جهة، فالسكون به إذا أولى من الحركة.
وقد قسم إخوان الصفا الحركة إلى ستة أوجه:
- الكون : هو خروج الشيء من العدم إلى الوجود، أو من القوة إلى الفعل.
- الفساد : هو انتهاء الشئ من الوجود إلى العدم .
- الزيادة : هي تباعد نهايات الجسم عن مركزه.
- النقصان : هي تقارب نهايات الجسم إلى مركزه .
- التغير : هو تبدل الصفات على الموصوف من الألوان والطعوم والروائح وغيرها من الصفات.
- النقلة : أما الحركة التي تسمى النقلة فهي عند جمهور الناس الخروج من مكان إلى مكان آخر، وقد يقال إن النقلة هي الكون في محاذاة ناحية أخرى من زمان ثان، وكلا القولين يصح في الحركة التي هي على سبيل الاستقامة؛ فأما التي على الاستدارة فلا يصح، لأن المتحرك على الاستدارة ينتقل من مكان إلى مكان، ولا يصير في محاذاة أخرى في زمان ثان، فإن قيل إن المتحرك على الاستدارة أجزاؤه كلها تتبدل أماكنها وتصير في محاذاة أخرى في زمان ثان إلا الجزء الذي هو ساكن في المركز فإنه ساكن فيه لا يتحرك. فليعلم من يقول هذا القول ويظن هذا الظن أو يقدر أن هذا الرأي صحيح، أن المركز إنما هو نقطة متوهمة وهي رأس الخط، ورأس الخط لا يكون مكان الجزء من الجسم. وليعلم أيضا أن المتحرك على الاستدارة بجميع أجزائه متحرك، وهو لا ينتقل من مكان إلى مكان، ولا يصير محاذيا بشيء آخر في زمان ثان. فأما الحركة على الاستقامة فلا يمكن أن تكون إلا بالانتقال من مكان إلى مكان والمرور بمحاذيات في زمان ثان.

### تعريفاتابن ملكا البغدادي
يقسم ابن ملكا الحركة في كتابه المعتبر في الحكمة إلى نوعين طبيعية وقسرية:
«والقسرية يتقدمها الطبيعية، لأن المقسور إنما هو مقسور عن طبعه إلى طبع قاسرة» وبهذا المعنى يدرج ابن ملكا الحركة في الفلك العلوي مع تلك التابعة للجاذبية الأرضية أي ضمن الحركة الطبيعية باعتبار أن كلاهما يتبع ناموس إلهي في حركته، أما الحركة القسرية فهي تكون تحت تأثير قوة قسرية.

### تعريفاتابن سينا
وعن الحركة القسرية يعرض ابن سينا في كتابه الشفاء ستة أمور ترتبط بحركة النقلة هي:
- المتحرك : الجسم المتحرك
- المحرك : الشيء الباعث للحركة والمحدث لها
- المحرك وما فيه : موضع الجسم
- المحرك وما منه : موضع بداية الحركة
- المحرك وما إليه : موضع انتهاء الحركة
- الزمان : الفترة الزمنية التي تستغرقها الحركة

## الحركة الدورانية
وتعتبر الحركة الدورانية نوعا بسيطا آخر من أنواع الحركة. فإذا كان لجسم معين سرعة ثابتة ولكن كانت عجلته دائما على الزوايا اليمنى من سرعته، فسوف يتحرك في دائرة. وتوجه السرعة المطلوبة نحو مركز الدائرة ويسمى التسارع الجاذبة. وبالنسبة لجسم يتحرك في سرعة {\displaystyle v} في دائرة ذات نصف قطر معين {\displaystyle r} سيكون التسارع الجاذاب على النحو التالي:
{\displaystyle a_{c}={\frac {v^{2}}{\,r\,}}\,}
وفي هذا يذكر إخوان الصفا: واعلم أنه قد ظن كثير من أهل العلم أن المتحرك على الاستقامة يتحرك حركات كثيرة، لأنه يمر في حركته بمحاذيات كثيرة في حال حركته، ولا ينبغي أن تعتبر كثرة الحركات لكثرة المحاذيات، فإن السهم في مروره إلى أن يقع حركة واحدة يمر بمحاذيات كثيرة، وكذلك المتحرك على الاستدارة فحركته واحدة إلى أن يقف وإن كان يدور أدوارا كثيرة.

## أنواع أخرى من الحركة

### المقذوفات
وهناك نوع آخر بسيط من الحركة التي تلاحظ على الدوام وهي تحدث عندما تلقى كرة في زاوية معينة في الهواء. وبسبب الجاذبية، تتعرض الكرة لتسارع ثابتة إلى أسفل تقلل من سرعتها الأصلية التي يجب أن تكون لأعلى ثم بعد ذلك تزود من سرعتها لأسفل أثناء سقوط الكرة على الأرض. وفي نفس الوقت، فإن العنصر الأفقي من السرعة الأصلية يظل ثابتا (حيث يتجاهل مقاومة الهواء) مما يجعل الكرة تتحرك بسرعة ثابتة في الاتجاه الأفقي حتى ترتطم بالأرض. إن المكونات الأفقية والرأسية للحركة مستقلة عن بعضها الآخر ويمكن تحليل كل منها على حدة. ويكون المسار الناتج للكرة على شكل قطع ناقص.

### السرعة الثابتة
هناك أنواع خاصة من الحركة يسهل وصفها. أولا، قد تكون السرعة ثابتة. وفي أبسط الحالات، قد تكون السرعة صفرا، وبالتالي لن يتغير الوضع أثناء المدة الزمنية. ومع ثبات السرعة، تكون السرعة المتوسطة مساوية للسرعة في أي زمن معين. إذا كان الزمن - ويرمز له بالرمز (ن) - يقاس بساعة تبدأ عندما يكون (ن)=0، عندئذ ستكون المسافة - ويرمز لها بالرمز (ف) - التي تقطع في سرعة ثابتة - ويرمز لها بالرمز (ع) - مساوية لإجمالي السرعة والزمن. ف = ع ن 

### العجلة المنتظمة
في النوع الثاني الخاص من الحركة، تكون العجلة ثابتة. وحيث أن السرعة تتغير، فلا بد من تعريف السرعة اللحظية أو السرعة التي تحدث في وقت معين. فبالنسبة للعجله الثابتة (ج) التي تبدأ عند سرعة تقدر صفرا، فإن السرعة اللحظية ستساوي في زمن ما القيمة الآتية: ع = ج ن
وستكون المسافة المقطوعة خلال هذا الوقت هي: ف = 1/ 2 ج ن2 
من السمات الهامة الملحوظة في هذه المعادلة اعتماد المسافة على الزمن التربيعي (ن2). فالجسم الثقيل الذي يسقط سقوطا حرا يتعرض بالقرب من سطح الأرض لعجله ثابتة. وفي هذه الحالة، ستكون العجلة 9.8 متر/ثانية تربيع. وفي نهاية الثانية الأولى، سوف تسقط كرة مثلا مسافة تقدر بـ 4.9 متر (16 قدم) وستكون سرعتها 9.8 متر/ثانية (32 قدم/ثانية). وفي نهاية الثانية الأخرى، سوف تسقط الكرة مسافة 19.6 متر، وستكون سرعتها 19.6 متر/ثانية.

#### القفز بالمظلة
اختراع مظلة القفز من الطائرات كان لأغراض عسكرية لأنه يمكن إنزال قوات عسكرية في أي مكان في الجو. فدور المظلة بصورتها الكلاسيكية القديمة هو ايقاف التسارع حتى تثبت سرعة القافز بالمظلة فيصل إلى الأرض سالما وكأنه قفز من مرتفع لا يتجاوز الأمتار الأربعة. طبعا المظلات الحديثة لها تقنيات حديثة تمكن القافز من التحكم بالمظلة بصورة كبيرة وبدقة متناهية.